# John I. Thornycroft & Company
John I. Thornycroft & Company — ныне не существующая британская судостроительная компания, основанная Джоном Торникрофтом в XIX веке. Компания внесла значительный вклад в развитие концепции миноносца.

## История компании

### Первые опыты
В 1859 году 16-летний Джон Торникрофт, живший с семьёй в Чизике, на заднем дворе отцовского дома начал постройку своего первого парового катера. В постройке участвовал только он и его младшая сестра. В 1864 году Торникрофт окончил Университет Глазго и вернулся на родину, где продолжил строительство паровых катеров.

### Основание компании
В 1866 году там же в Чизике Торникрофт открыл свою первую верфь, купив для неё участок земли возле Темзы. В то время изобретатель начал накапливать опыт постройки быстроходных катеров, впоследствии позволивший ему разработать один из первых миноносцев.
В 1872 году Торникрофт построил прогулочный катер «Наутилус», который поставил рекорд своего времени — смог обогнать гоночные гребные восьмёрки (скорость катера не превышала 12 узлов). Вскоре после этого новый катер «Миранда» показала невероятный для того времени результат — 16 узлов. Эти достижения принесли Торникрофту первые военные заказы (Норвежский минный катер «Рапп», норв. Rapp — «Быстрый»), мировую известность и лидерство в производстве минных катеров и миноносок.
В 1874—1875 годах верфь Торникрофта сделала по этому же проекту 7 минных катеров: по одному для Австро-Венгрии (№ 1), Дании (№ 1) и Швеции («Спринг») и по два для Франции (№ 5 и № 6) и России (миноноски № 1 и № 2 (позже «Сулин»). В отличие от «Раппа» эти катера имели паровую машину мощностью 180—190 л. с., которая обеспечивала им скорость 16—18 узлов. Проект «Раппа» оказался настолько удачным, что его пробовали копировать в других странах, но катера получались хуже — их скорость едва превышала 10 узлов (в частности — шведский «Ульвен»).
В середине 70-х годов у Торникрофта появляется конкурент — английский конструктор Э. Ярроу (англ. Yarrow), который первым заказом поставил Аргентине 4 минных катера водоизмещением 11 тонн, которые не уступали «Раппу». Позже такие же катера приобрели США, Франция, Нидерланды, Греция.
В марте 1877 года по инициативе французов, сделавших очередной заказ Торникрофту, были проведены испытания, в ходе которых минный катер Торникрофта с шестовой миной успешно атаковал и потопил устаревший корабль «Байонезе», использованный в качестве цели.
В том же 1877 году Торникрофт построил знаменитый миноносец «Лайтнинг».

### XX век
В 1904 году Торникрофт решил переместить компанию в пригород Саутгемптона Вулстон, для чего купил тамошнюю верфь Mordey, Carney & Company. В 1908 году компания открыла производство в Хэмптоне (пригород Лондона). Старая верфь в Чизике была закрыта в 1909 году. Первым кораблём, построенным в Вулстоне для Королевского флота, стал эсминец «Тартар», принадлежавший к типу «Трайбл».